# Brazilian Cucumber Meets Deke's New Nose
Brazilian Cucumber Meets Deke's New Nose (fu anche pubblicato nel 1997, dall'etichetta Point Records, PNTVP101CD, con il titolo di Live in London 1975) è un album live dei Man, pubblicato dalla Oh Boy Records nel 1990. Il disco fu registrato dal vivo nel gennaio del 1974 al BBC Paris Theatre Studios, Regent Street di Londra, Inghilterra, anche se probabilmente contiene altre session effettuate negli stessi studi in anni diversi.

## Tracce
1. 7171-551 – 10:18 (Deke Leonard)
2. Hard Way to Die – 5:37 (Micky Jones, Deke Leonard, Ken Whaley, Terry Williams)
3. Breaking Up Once Again – 3:17 (Micky Jones, Deke Leonard, Ken Whaley, Terry Williams)
4. Life on the Road – 6:55 (Clive John, Micky Jones, Phil Ryan, Terry Williams)
5. Day and Night – 4:15 (Deke Leonard, Ken Whaley, Micky Jones, Terry Williams)
6. Someone Is Calling – 2:43 (Deke Leonard, Ken Whaley, Micky Jones, Terry Williams)
7. Many Are Called, but Few Get Up – 9:22 (Micky Jones, Deke Leonard, Martin Ace, Martin Ace, Terry Williams)
8. Brazilian Cucumber Meets Deke's New Nose – 7:14 (Deke Leonard)

## Musicisti
- Micky Jones - chitarra, voce
- Deke Leonard - chitarra, Pianoforte, voce
- Ken Whaley - basso
- Terry Williams - batteria, percussioni

Sessione del 2 giugno 1973
- Micky Jones - chitarre, voce
- Clive John - chitarre, voce
- Phil Ryan - tastiera, voce
- Will Youatt - basso, voce
- Terry Williams - batteria, percussioni